# 天主之母堂 (海参崴)
天主之母堂是一座罗马天主教教堂，哥特式风格，位于俄罗斯远东聯邦管區濱海邊疆區海参崴沃洛达尔斯基街22号。
该堂原来曾是一座主教座堂，现在属于天主教伊尔库茨克教区的一个总铎区。

## 历史
天主教徒自十九世纪中叶来到海参崴，他们主要是波兰人。西伯利亚俄罗斯远东地区的第一个天主教堂区，出现在亚历山大二世统治时期的阿穆爾河畔尼古拉耶夫斯克，该市创建于1866年。当时，该市是俄罗斯远东地区沙皇总督的所在地。
随着帝国舰队迁至海参崴，这个正在建设中的新港口和要塞吸引了许多来自帝国各个角落的人，其中包括波兰和立陶宛的天主教徒。他们是工匠、商人、工人或士兵。
1885-1886年，市议会（杜马）捐赠了这块土地，堂区成立于1890年1月11日，距离1891年5月开始修建到海参崴的西伯利亚铁路只有几个月。
从1923年至2002年，海参崴是天主教海参崴教区的主教座堂，后来该教区并入天主教伊尔库茨克教区，仍是一个总铎区。

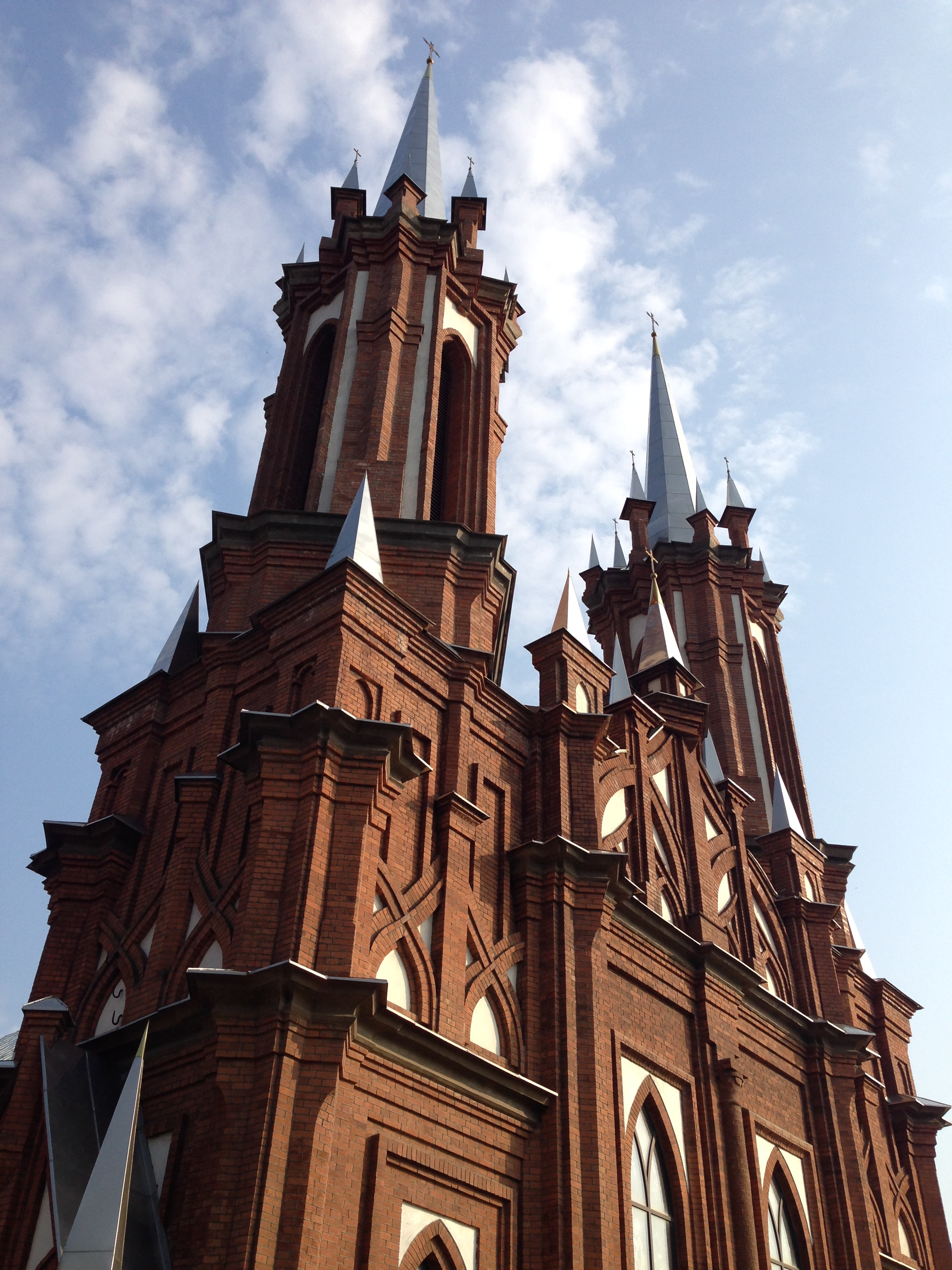